# Le Faou
Le Faou (tiếng Breton: Ar Faou) là một xã của tỉnh Finistère, thuộc vùng Bretagne, miền tây bắc Pháp.

## Dân số
Người dân ở Le Faou được gọi là Faoutistes hoặc Faouistes.